# 長尾亜子
長尾 亜子（ながお あこ、1966年 - ）は、東京都渋谷出身の建築家、インテリアデザイナー。静岡理工科大学准教授

## 略歴
- 1989年　多摩美術大学美術学部建築科（現：環境デザイン学科）卒業。
- 1989年～1994年　妹島和世建築設計事務所勤務
- 1994年　長尾亜子建築設計事務所設立。
- その後、日本大学・法政大学・前橋工科大学・日本工学院専門学校非常勤講師を歴任。

## 受賞歴
- 1997年 日本ディスプレィデザイン賞優秀賞
- 2002年 東京建築士会住宅建築賞金賞
- 2003年 日本商環境デザイン賞大賞
- 2006年 INAXデザインコンテスト部門賞/あたたかな住空間デザイン賞佳作
- 2008年 ぐんま総合情報センター設計提案競技佳作